# Camaridium brenesii
Camaridium brenesii är en orkidéart som beskrevs av Rudolf Schlechter. Camaridium brenesii ingår i släktet Camaridium och familjen orkidéer. Inga underarter finns listade i Catalogue of Life.